# Sourcieux-les-Mines
Sourcieux-les-Mines är en kommun i departementet Rhône i regionen Auvergne-Rhône-Alpes i östra Frankrike. Kommunen ligger i kantonen L'Arbresle som tillhör arrondissementet Lyon. År 2022 hade Sourcieux-les-Mines 2 098 invånare.

## Befolkningsutveckling
Antalet invånare i kommunen Sourcieux-les-Mines
| Referens: INSEE |